# گوش‌قرمز کوبا
گوش‌قرمز کوبا (نام علمی: Trachemys decussata) نام یک گونه از زیرراسته نهان‌گردن است.

## نگارخانه

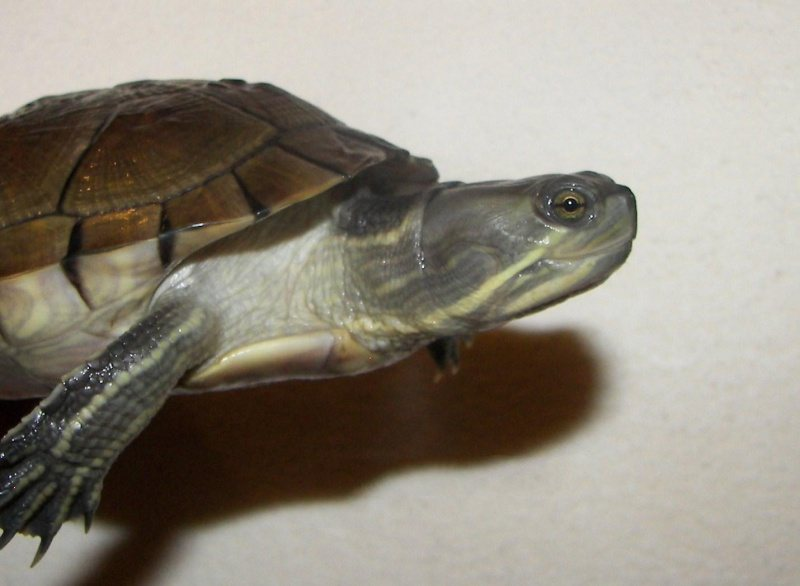
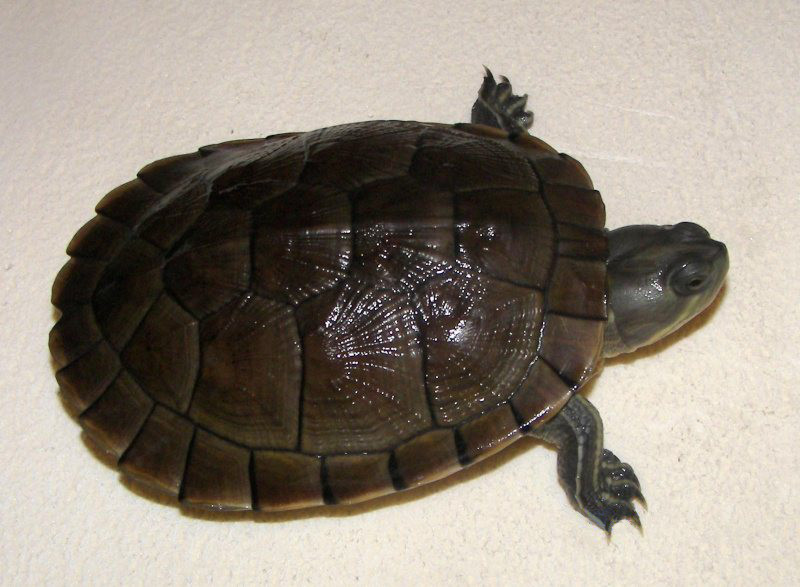
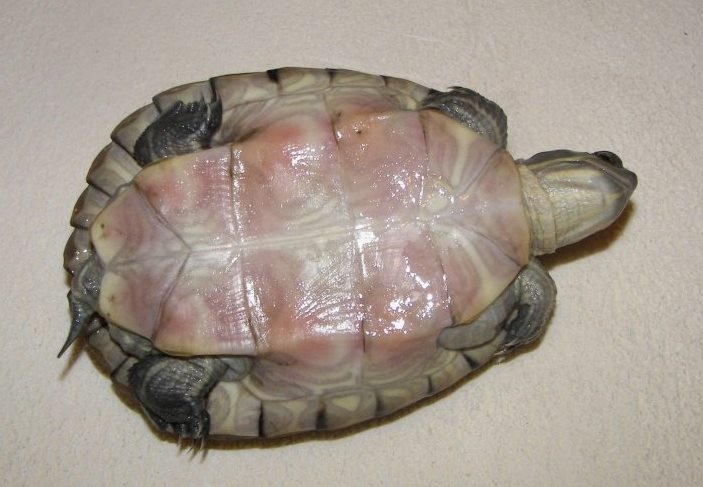